# Перигей
Периге́й (греч. περίγειος, букв. «земной») — ближайшая к Земле точка околоземной орбиты небесного тела, обычно Луны или искусственного спутника Земли. Также применяется к гелиоцентрическим орбитам объектов, сближающихся с Землёй (например, 2020 SO).
Расстояние от перигея до центра Земли называется перигейным расстоянием или радиусом перигея. Расстояние от перигея до поверхности Земли называется высотой перигея.
Антонимом перигея является апогей — наиболее удалённая от Земли точка орбиты. Воображаемую линию между перигеем и апогеем называют линией апсид.
Возмущающие силы вызывают прецессию линии апсид, в результате чего изменяется положение перигея в пространстве. Так, вследствие действия возмущающей силы Солнца перигей Луны движется по орбите в ту же сторону, что и Луна, совершая полный оборот за 8,85 года. Перемещение перигея искусственных спутников Земли обусловлено главным образом отличием формы Земли от шара, причём направление и величина этого движения зависят от наклона плоскости орбиты спутника к плоскости земного экватора.
Небесное тело в момент своего нахождения в перигее имеет максимальную орбитальную скорость; если в перигее увеличить скорость, то увеличится большая полуось орбиты и апогейное расстояние.